# Federazione cestistica del Guatemala
La Federazione cestistica del Guatemala è l'ente che controlla e organizza la pallacanestro in Guatemala.
La federazione controlla inoltre la nazionale di pallacanestro del Guatemala. Ha sede a Guatemala e l'attuale presidente è Manuel Roberto Matzer Diaz.
È affiliata alla FIBA dal 1949 e organizza il campionato di pallacanestro del Guatemala.